# Фредерік III (король Данії)
Фредерік III (дан. Frederik 3., 18 березня 1609, Гадерслев — 9 лютого 1670, Копенгаген) — король Данії і Норвегії з 28 лютого 1648. З династії Ольденбургів. Зробив Данію країною зі спадковою, а потім і абсолютною монархією, що проіснувала до 1848 року. Під час правління Фредеріка Данія брала участь разом із союзниками в Північній війні проти Швеції.

## Роки до царювання
Фредерік був молодшим сином данського короля Кристіана IV і Анни-Катерини Бранденбурзької. Не маючи з дитинства шансів зайняти королівський трон, він з волі батька, який прагнув розширити і зміцнити володіння династії і вплив Данії в Північній Німеччині, був проведений в коад'ютори Бремена, Вердена та Гальберштадта, а у 18 років призначений комендантом фортеці Штаде в Бременській області, на посаді заступника батька. Таким чином, його з ранньої юності стали готувати до діяльності правителя, і його наукова освіта швидко закінчилася. Тим не менш, він встиг перейнятися інтересом до літератури та науки. Перебування при різних дворах за кордоном довершило його політичну освіту. У 1634 році він домігся обрання в архієпископи Бремена, а в 1635 році — і Вердена, ставши, таким чином, можновладним німецьким князем.
1 жовтня 1643 році одружився з Софією Амелією, принцесою Брауншвейг-Люнебурзькою, чия енергійна, пристрасна і честолюбна вдача справила сильний вплив не тільки на долю Фредеріка, а й на всю Данію.
Під час Дансько-шведської війни 1643—1645 був призначений генералісимусом і головою військової ради. Під час військових дій у нього виникли протиріччя з командувачем Андерсом Біллі, що негативно позначилося на ході війни і призвело до напружених відносин з данською знаттю.
Смерть його старшого брата Крістіана в червні 1647 року вперше позначила можливість для Фредеріка зайняти данський престол, але питання було остаточно вирішено 28 лютого 1648 зі смертю Крістіана IV.
До присяги Фредерік був приведений 6 липня тільки після підписання капітуляції (дан. Haandfæstning), що обмежувала його права.
23 листопада 1648 р. відбулась церемонія коронації нового монарха в соборі Св. Марії в Копенгагені.

## Початок правління
Вступивши на престол, Фредерік не забарився почати з дворянством наполегливу боротьбу за владу, в якій, завдяки підтримці середнього стану, здобув перемогу. Він звинуватив у державній зраді одного із стовпів аристократичної партії, державного канцлера Корфіца Ульфельдта (дан. Corfitz Ulfeldt), одруженого з сестрою Фредеріка, Леонорою Христиною (дан. Leonora Christina Ulfeldt). В 1651 році Корфіц Ульфред і намісник короля в Норвегії Ганнібал Сехестед (дан. Hannibal Sehested) були відправлені у відставку. Фредерік так вміло вів справу, що Ульфельдту довелося втекти до Швеції. Його заочно засудили до смертної кари, а його дружину посадили у в'язницю, в якій вона і провела у важкій обстановці 22 роки. Це була особиста помста дружини Фредеріка, яка заздрила блискучим якостям дочки Крістіана IV. Пізніше Ульфельдт брав участь на боці Швеції у війні проти Данії. Сехестед був прощений в 1660 році і повернувся в Копенгаген.
Близько 1650-го року Фредерік заснував Королівську Данську Кунсткамеру.

## Поразка від Швеції
Сходження на шведський престол 6 червня 1654 року Карла X Фредерік розцінив як загрозу безпеці Данії. Після вторгнення Карла X до Польщі в липні 1654 року Фредерік зважився на розрив відносин зі Швецією при першій нагоді. Державна рада, що зібралася 23 лютого 1657 року виділила значні кошти для мобілізації та на інші військові видатки. 23 квітня Фредерік отримав згоду ради на атаку шведських територій. На початку травня переговори, які все ще тривли, були перервані, а 1 червня Фредерік підписав маніфест, що пояснював необхідність ведення війни, яка формально не була оголошена.
Але шведський король сплутав усі плани своїх супротивників, переправивши свої війська на територію Данії через вкриті льодом протоки Малий і Великий Бельт у січні-лютому 1658 року. Подібний маневр справив нищівний ефект на данський уряд і Фредерік попросив укласти мир. Поступившись вимогам англійських і французьких міністрів, Карл X погодився на мирну угоду і 26 лютого в Роскілле був підписаний мирний договір, за яким Данія передавала Швеції частину своєї території, зобов'язалася перешкоджати проходу ворожих Швеції флотів, звільняла від мит торгові судна тощо.

## Облога Копенгагена
Незабаром після укладення мирного договору Карл X розпочав нову війну з Данією. 17 липня 1658 шведська армія висадилася біля населеного пункту Корсер (дан. Korsør) на острові Зеландія. Ніхто не припускав можливість такої раптової атаки, данська столиця була погано укріплена, чисельність гарнізону була недостатня.
Фредерік відхилив пропозицію деяких радників покинути місто. Він завоював симпатії народу, поклявшись «померти у своєму гнізді». Представники всіх станів міста заявили про необхідність термінового зміцнення столиці. Мешканці Копенгагена оголосили про свою непохитну відданість королю і намір захищати місто до останньої можливості. На той момент в наявності було 2000 чоловік на напівзруйнованої лінії захисту міста. Але вже до початку вересня під керівництвом короля і мера Ганса Нансена (дан. Hans Nansen) всі дірки в стінах були закладені, були встановлені гармати, а кількість збройних захисників становило 7000 осіб.
Місто виявилося так сильно захищеним, що Карл X відмовився від штурму і розпочав облогу. Але її він був змушений зняти, коли данський флот зміцнив і забезпечив додатковим провіантом гарнізон, а 29 жовтня у битві в протоці Ересунн шведський флот був розбитий.
27 травня 1660 року був укладений Копенгагенський мир, за яким Данії поверталася частина її території і скасовувалася постанова про недопущення у Балтійське море суден небалтійскіх держав.

## Абсолютна монархія
Завдяки сприятливому результату війни зі Швецією традиційна вірність данського середнього класу королю переросла в необмежену захопленість і на короткий період Фредерік став найпопулярнішою людиною в королівстві. Використовуючи свою популярність, Фредерік у 1660 році здійснив державний переворот. 16 жовтня була знищена виборча капітуляція, яка зв'язувала його. 14 листопада королю присягнули як «спадковому» монарху, а не такому, що «обирається». 10 січня 1661 року представники суспільних станів затвердили за ним необмежену верховну владу.
Останні 10 років правління Фредеріка країна відновлювалася після війни. Було сформовано новий уряд. Цей період був відзначений суперництвом між міністрами і радниками, зокрема, Ганнібалом Сехестедом і Крістоффером Габелем. 1667 року після смерті свого родича Антона Гюнтера успадкував графство Ольденбург.
14 листопада 1665 року «королівським законом» (дан. Kongeloven) був завершений державний переворот. Цей рік треба вважати початком у Данії абсолютної монархічної влади, що тривала майже 200 років. Стара форма правління, з державною радою (з членів вищої аристократії) на чолі та участю дворян, що обирали государя, була похована назавжди.
Сучасники малюють Фредеріка людиною вкрай повільною, обережною, але і завзятою у своїх рішеннях, замкнутим, прихованим і злопам'ятним. Говорив він мало і ще менше писав. Запекла політична боротьба не заважала йому і королеві влаштовувати свята, бали, маскаради, полювання тощо. Він мав пристрасть до збирання книг і художніх творів. Заснував Королівську бібліотеку в Копенгагені (бл. 1648).
Фредерік помер у замку Копенгагена і похований у соборі міста Роскілле.

## Діти
1. Кристіан (Christian, 15 квітня 1646 — 26 серпня 1699) — король Данії Кристіан V.
2. Анна Софія  ( 1 вересня 1647 — 1 липня 1717) — дружина курфюрста Саксонії Йоганна Георга III з 9 жовтня 1666 року.
3. Фредеріка Амалія (11 квітня 1649 — 30 жовтня 1704) — дружина герцога Крістіана Альбрехта Гольштейн-Готторпского з 24 жовтня 1667.
4. Вільгельміна Ернестіна (Wilhelmina Ernestina, 21 червня 1650 — 22 квітня 1706) — дружина курфюрста Пфальца Карла II c 20 вересня 1671.
5. Фредерік (11 жовтня 1651 — 14 березня 1652).
6. Георг (Georg, 2 квітня 1653 — 28 жовтня 1708) — одружився 20 липня 1683 з англійською королевою Анною Стюарт.
7. Ульріка Елеонора (11 вересня 1656 — 26 липня 1693) — дружина шведського короля Карла XI з 6 травня 1680.
8. Доротея (Dorothea, 16 листопада 1657 — 15 травня 1658).

Маргарете Папе (дан. Margarethe Pape) народила від нього незаконного сина Ульріка Фредеріка.